# Idiomacromerus gregarius
Idiomacromerus gregarius är en stekelart som först beskrevs av Filippo Silvestri 1943.  Idiomacromerus gregarius ingår i släktet Idiomacromerus och familjen gallglanssteklar. Inga underarter finns listade i Catalogue of Life.